# Мохиуддин, Гасим
Гасим Мохиуддин — пакистанский дипломат. Посол Пакистана в Азербайджане и Грузии (с 2024).

## Биография
Получил степень магистра делового администрирования.
С 2005 года работал в МИД Пакистана. Работал в различных департаментах МИД включая, департаменты ООН, Юго-восточной Азии и Тихоокеанского региона, Персидского залива.
Являлся директором по международным отношениям Секретариата Президента Пакистана.
С 2009 по 2013 год являлся первым секретарём по политическим вопросам посольства Пакистана в Иране.
С 2014 по 2018 год являлся заместителем главы миссии посольства Пакистана в Кувейте.
С 2020 по 2024 год являлся сотрудником по экономическим вопросам, затем поверенным в делах посольства Пакистана в США.
Посол Пакистана в Азербайджане (с 5 августа 2024). Также является послом Пакистана в Грузии (c 2024).